# NGC 4340
NGC 4340 este o galaxie lenticulară situată în constelația Părul Berenicei. A fost descoperită în 1784 de către William Herschel. Se află la o distanță de 18,4 megaparseci de Pământ.